# Girl, Interrupted
Girl, Interrupted is een film uit 1999 onder regie van James Mangold, gebaseerd op een periode uit het leven van schrijfster Susanna Kaysen. Actrice Angelina Jolie won voor haar bijrol hierin als Lisa Rowe onder meer een Academy Award, een Golden Globe en een Screen Actors Guild Award.

## Verhaal
April 1967. Nadat Susanna zelfmoord probeerde te plegen, gaat ze vrijwillig een inrichting in. Daar komt ze erachter dat ze borderline-persoonlijkheidsstoornis blijkt te hebben. 

Ze wordt hier vriendinnen met onder andere Polly, Lisa, Georgina en Daisy. Samen met nog een aantal anderen vormen ze een groep van probleemvrouwen. Wanneer Daisy op zichzelf woont, lopen Susanna en Lisa weg van de inrichting met de bedoeling werk te zoeken bij Disney World. 

Tijdens hun eerste nacht, wanneer ze bij Daisy thuis verblijven, hangt Daisy zichzelf op na een confrontatie met Lisa. Lisa gaat er vervolgens vandoor maar Susanna blijft op de plaats van het 'ongeluk' en gaat terug naar de inrichting, waar ook Lisa niet veel later terugkeert. Na de dood van Daisy heeft Susanna eindelijk het licht gezien en begint ze langzaam maar zeker de weg uit de inrichting te vinden.

## Rolverdeling
| Acteur             | Personage                  |
| ------------------ | -------------------------- |
| Winona Ryder       | Susanna Kaysen             |
| Angelina Jolie     | Lisa Rowe                  |
| Clea DuVall        | Georgina Tuskin            |
| Brittany Murphy    | Daisy Randone              |
| Elisabeth Moss     | Polly 'Torch' Clark        |
| Jared Leto         | Tobias 'Toby' Jacobs       |
| Whoopi Goldberg    | Zuster Valerie Owens       |
| Angela Bettis      | Janet Webber               |
| Jillian Armenante  | Cynthia Crowley            |
| KaDee Strickland   | Bonnie Gilcrest            |
| Vanessa Redgrave   | Dr. Sonia Wick             |
| Jeffrey Tambor     | Dr. Melvin Potts           |
| Travis Fine        | Broeder John               |
| Joanna Kerns       | Annette Kaysen             |
| Ray Baker          | Carl Kaysen                |
| Mary Kay Place     | Mrs. Gilcrest              |
| Kurtwood Smith     | Dr. Crumble                |
| David Scott Taylor | Taxichauffeur Monty Hoover |